# 河馬島

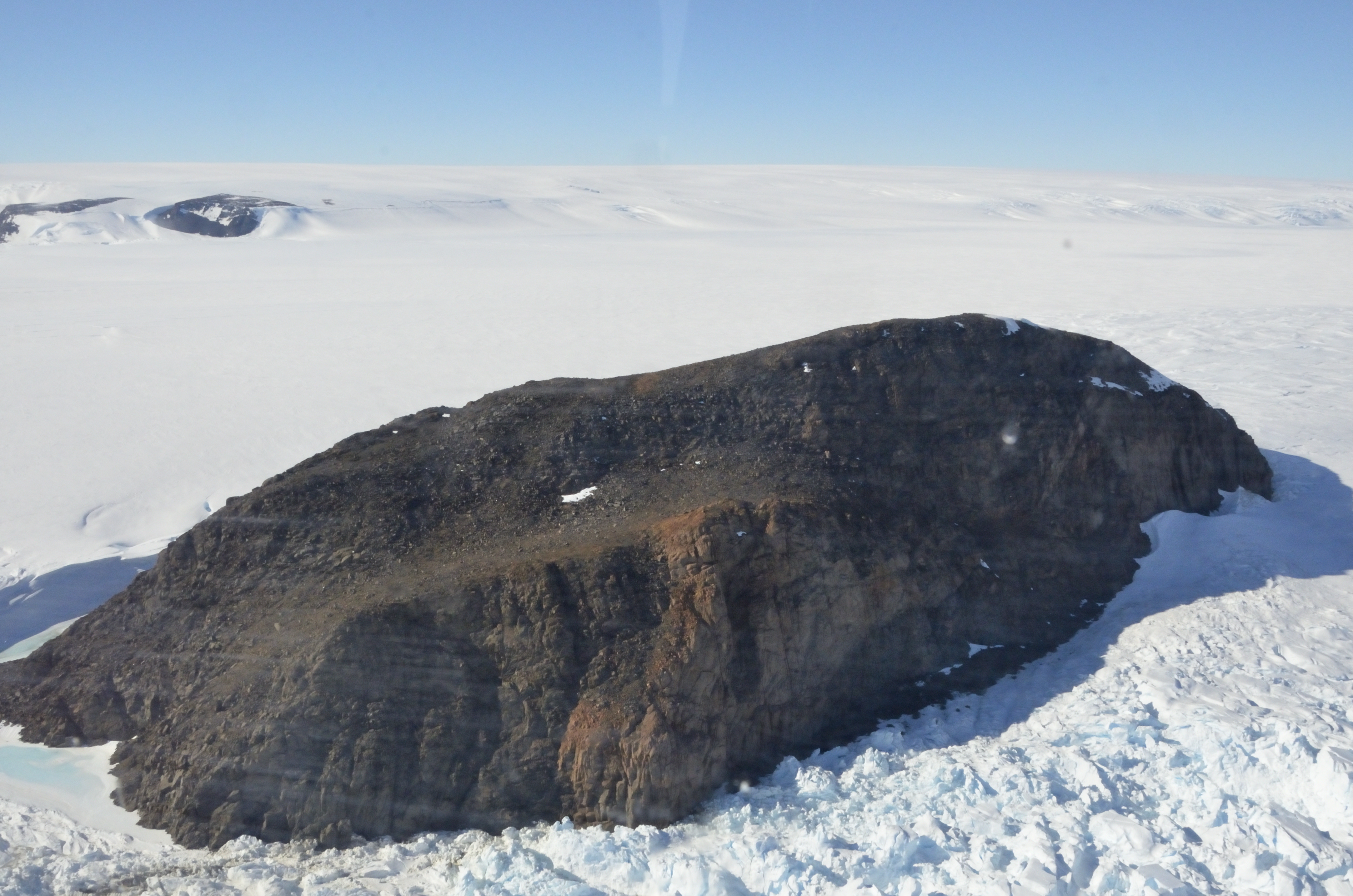
從北面俯瞰的河馬島

河馬島（英語：Hippo Island），是南極洲的島嶼，長1公里，處於迪萊角以北3公里，由澳大拉西亞探險隊發現和命名，該島嶼現時由南極條約體系管理。